# Vilanova
Vilanova (ou Vila Nova) é um distrito do município brasileiro de Manhuaçu, no interior do estado de Minas Gerais. Segundo o censo demográfico de 2022, realizado pelo Instituto Brasileiro de Geografia e Estatística (IBGE), sua população era de 5 657 habitantes e havia 1 963 domicílios particulares permanentes ocupados. Possui área de 13,83 km² conforme a Fundação João Pinheiro (FJP). Foi criado pela lei municipal nº 2.182 de 23 de agosto de 1999.
Tem sua economia baseada no setor primário, principalmente na economia cafeeira. Possui também um setor de comércio e serviços em fase de crescimento, com aproximadamente 150 estabelecimentos comerciais. No que tange à educação, o distrito possui escola pública de primeiro e segundo graus, o que viabiliza manutenção de maioria maciça de crianças na escola.